# Batalha de Ostrach

A Batalha de Ostrach, também designada por Batalha por Ostrach, teve lugar nos dias 20 e 21 de Março de 1799. Foi a primeira batalha da guerra da Segunda Coligação. O confronto resultou na vitória das forças austríacas, sob o comando do arquiduque Carlos, sobre as tropas francesas, lideradas por Jean-Baptiste Jourdan.  
A batalha ocorreu durante a Semana Santa, 1799, no meio de chuva e denso nevoeiro. De início, os franceses conseguiram tomar, e manter, Ostrach, a aldeia vizinha de Hoßkirch e outros pontos estratégicos do Ostrach marsh. Quando os combates começaram, a superioridade numérica dos Habsburgos esmagou as defesas francesas. No final do dia, o flanco esquerdo francês foi cercado e os homens de Jourdan retiram de Ostrach para as colinas de Pfullendorf. Na manhã seguinte, Jourdan pensou em efectuar um contra-ataque mas, à medida que o tempo e visibilidade melhoravam, tomou consciência da disposição das tropas austríacas. O número e a organização no terreno dos austríacos convenceram-no a não realizar qualquer manobra atacante, e que não havia esperança de manter a sua posição nas colinas. Conforme se retirava, uma parte do seu flanco direito ficou separada da força principal.  
Embora as baixas de ambos os lados tenham sido idênticas, a força austríaca era significativamente superior, tanto em Ostrach, como ao longo da linha entre o lago de Constança e Ulm. As vítimas francesas foram de 8% da sua força, e as austríacas de 4%. Os franceses retiraram-se para Engen e Stockach onde, alguns dias depois, os exércitos entraram, de novo, em combate, desta vez com grandes perdas para ambos os lados, e uma vitória decisiva dos austríacos.

### Livros e diários
- Alison, Sir Archibald.  A History of Europe from the Commencement of the French Revolution in 1789 to the Restauration of the Bourbons. New York: A.S. Barnes, 1850.
- Blanning, Timothy. The French Revolutionary Wars. New York: Oxford University Press, 1996. ISBN 0-340-56911-5.
- Gallagher, John.  Napoleon's enfant terrible: General Dominique Vandamme. Tulsa: University of Oklahoma Press, 2008, ISBN 978-0-8061-3875-6.
- Cust, Edward (Sir). Annals of the wars of the eighteenth century, compiled from the most authentic histories of the period. London: Mitchell's military library, 1857–1860.
- Graham, Thomas.(?) The History of the campaign of 1796 in Germany and Italy. London, 1797.
- Hollins, David. Austrian Commanders of the Napoleonic Wars, 1792–1815. London: Osprey, 2004.
- Jourdan, Jean-Baptiste,  A Memoir of the operations of the army of the Danube under the command of General Jourdan, taken from the manuscripts of that officer, London: Debrett, 1799.
- (em alemão) Kessinger, Roland.  '"Die Schlacht von Stockach am 25. März 1799". Zeitschrift für Militärgeschichte.  Salzburg: Öst. Milizverlag, 1997–. [2006].
- Phipps, Ramsey Weston.  The Armies of the First French Republic, volume 5: The armies of the Rhine in Switzerland, Holland, Italy, Egypt and the coup d'etat of Brumaire, 1797–1799, Oxford: Oxford University Press, 1939.
- Rothenberg, Gunther E.  Napoleon’s Great Adversary: Archduke Charles and the Austrian Army 1792–1914, Spellmount, Stroud, (Gloucester), 2007. ISBN 978-1-86227-383-2.
- Smith, Digby. Napoleonic Wars Databook: Actions and Losses in Personnel, Colours, Standards and Artillery, 1792–1815. Greenhill: PA, Stackpole, 1998, ISBN 1-85367-276-9.
- Thiers, Adolphe.  The history of the French revolution, New York, Appleton, 1854, v. 4.
- (em alemão) Weber, Edwin Ernst. Ostrach 1799 – die Schlacht, der Ort, das Gedenken, Gemeinde Ostrach website. Accessed 24 October 2009.
- Young, John, D.D., A History of the Commencement, Progress, and Termination of the Late War between Great Britain and France which continued from the first day of February 1793 to the first of October 1801. Volume 2. Edinburg: Turnbull, 1802.

### Jornais
- "Engagements Between The Grand Armies Of The Archduke and General Jourdan." The Times, Friday, 5 April 1799; pg. 2; col A.
- Excerpted from the Hamburgh Mail. "Private Correspondence", Hamburgh, 2 March 1799, reported in The Times, 8 April 1799, pg. 3; col A.
- (em alemão) Broda, Ruth. "Schlacht von Ostrach:“ jährt sich zum 210. Mal – Feier am Wochenende. Wie ein Dorf zum Kriegsschauplatz wurde. In: Südkurier vom 13. Mai 2009.